# Ryan Adams
Ryan Adams (* 5. listopadu 1974) je americký hudebník. Narodil se ve městě Jacksonville v Severní Karolíně jako prostřední ze tří sourozenců. Otec rodinu opustil, když mu bylo pět let a on tak vyrůstal převážně s prarodiči. Svou kariéru zahájil v různých lokálních skupinách, první váraznější skupinou pro něj byla kapela Whiskeytown, kterou založil roku 1994 a se kterou hrál do roku 2000. Se skupinou vydal tři studiová alb a následně nastoupil na sólovou dráhu. Své první sólové album nazvané Heartbreaker vydal ještě v roce 2000 a následovala jej řada dalších. V roce 2013 vydal jedno EP s punkovou skupinou Pornography. Na většině svých alb hraje rock a alternativní country; v roce 2010 vydal heavymetalové album Orion. Od roku 2009 je jeho manželkou herečka a zpěvačka Mandy Mooreová.

## Diskografie
- Heartbreaker (2000)
- Gold (2001)
- Demolition (2002)
- Rock N Roll (2003)
- Love Is Hell (2004)
- Cold Roses (2005)
- Jacksonville City Nights (2005)
- 29 (2005)
- Easy Tiger (2007)
- Cardinology (2008)
- Orion (2010)
- III/IV (2010)
- Ashes & Fire (2011)
- Ryan Adams (2014)
- 1989 (2015)
- Prisoner (2017)